# Соленоводни костенурки
Соленоводните костенурки (Chelonioidea) са надсемейство влечуги от разред Костенурки (Testudines).
Таксонът е описан за пръв път от Георг Баур през 1893 година.

## Семейства
- Cheloniidae – Морски костенурки
- Dermochelyidae – Кожести костенурки